# چیلی گونزالس
چیلی گونزالس (انگلیسی: Chilly Gonzales؛ زادهٔ ۲۰ مارس ۱۹۷۲) موسیقی‌دان، ترانه‌ساز و تهیه‌کننده موسیقی اهل کانادا است که به‌خاطر آثارش در زمینه پیانوی کلاسیک، آلبوم‌های رپ و همچنین همکاری با گروه‌ها و هنرمندانی همچون دفت پانک، بویز نویز، فایست و دریک شناخته می‌شود.